# ISO 55001
La norma ISO 55001 "Asset management – Management systems – Requirements, " in italiano "Gestione dei beni (asset management) - Sistemi di gestione - Requisiti", è una norma internazionale che specifica i requisiti per un sistema di gestione dei beni (asset management) all’interno di un’organizzazione, ed è applicabile a tutti i tipi di beni e a tutti i tipi di organizzazione.

## Storia
La ISO 55001 è stata sviluppata dall'ISO/TC 251 Asset management, ed è stata pubblicata per la prima volta nel gennaio 2014. In Italia è stata recepita a novembre 2015 come UNI EN ISO 55001.
L'ISO/TC 251 è stato costituito nell'anno 2010.

## Principali requisiti della norma
La ISO 55001 adotta lo schema "ISO High Structure Level (HSL)" in 10 capitoli nella seguente suddivisione:
- 1 Scopo
- 2 Norme di riferimento
- 3 Termini e definizioni
- 4 Contesto dell'organizzazione
- 5 Leadership
- 6 Pianificazione
- 7 Supporto
- 8 Attività operative
- 9 Valutazione delle prestazioni
- 10 Miglioramento